# Nikoloz Basilaszwili
Nikoloz Basilaszwili (gruz. ნიკოლოზ ბასილაშვილი; ur. 23 lutego 1992 w Tbilisi) – gruziński tenisista, reprezentant w Pucharze Davisa, olimpijczyk z Rio de Janeiro (2016).

## Kariera tenisowa
Basilaszwili występuje na kortach tenisowych od 2007 roku.
W turnieju głównym rozgrywek Wielkiego Szlema zadebiutował w 2015 roku podczas French Open, osiągając możliwość gry dzięki zwycięstwu w kwalifikacjach. W cyklu ATP Tour zwyciężył w pięciu turniejach z dziewięciu rozegranych finałów. Wygrywając swój pierwszy tytuł, w Hamburgu (2018), został pierwszym Gruzinem, który triumfował w cyklu ATP Tour.
W 2015 roku zadebiutował w reprezentacji Gruzji w Pucharze Davisa.
W 2016 zagrał na igrzyskach olimpijskich w Rio de Janeiro, odpadając z turnieju singlowego w 1. rundzie.
W rankingu gry pojedynczej Basilaszwili najwyżej był na 16. miejscu (27 maja 2019), a w klasyfikacji gry podwójnej na 148. pozycji (27 maja 2019).

### Finały w turniejach ATP Tour
| Legenda                                      |
| -------------------------------------------- |
| Wielki Szlem                                 |
| Igrzyska olimpijskie                         |
| Tennis Masters Cup / ATP Finals              |
| ATP Masters Series / ATP Tour Masters 1000   |
| ATP International Series Gold / ATP Tour 500 |
| ATP International Series / ATP Tour 250      |

#### Gra pojedyncza (5–4)
| Końcowy wynik | Nr | Data                 | Turniej      | Nawierzchnia  | Przeciwnik            | Wynik finału  |
| ------------- | -- | -------------------- | ------------ | ------------- | --------------------- | ------------- |
| Finalista     | 1. | 24 lipca 2016        | Kitzbühel    | Ceglana       | Paolo Lorenzi         | 3:6, 4:6      |
| Finalista     | 2. | 19 lutego 2017       | Memphis      | Twarda (hala) | Ryan Harrison         | 1:6, 4:6      |
| Zwycięzca     | 1. | 29 lipca 2018        | Hamburg      | Ceglana       | Leonardo Mayer        | 6:4, 0:6, 7:5 |
| Zwycięzca     | 2. | 7 października 2018  | Pekin        | Twarda        | Juan Martín del Potro | 6:4, 6:4      |
| Zwycięzca     | 3. | 28 lipca 2019        | Hamburg      | Ceglana       | Andriej Rublow        | 7:5, 4:6, 6:3 |
| Zwycięzca     | 4. | 13 marca 2021        | Doha         | Twarda        | Roberto Bautista-Agut | 7:6(5), 6:2   |
| Zwycięzca     | 5. | 2 maja 2021          | Monachium    | Ceglana       | Jan-Lennard Struff    | 6:4, 7:6(5)   |
| Finalista     | 3. | 17 października 2021 | Indian Wells | Twarda        | Cameron Norrie        | 6:3, 4:6, 1:6 |
| Finalista     | 4. | 19 lutego 2022       | Doha         | Twarda        | Roberto Bautista-Agut | 3:6, 4:6      |